# Vladimir Dišljenković
Vladimir Dišljenković (en serbe cyrillique : Bлaдимиp Дишљeнкoвић ; en ukrainien : Владімір Дішленкович), né le 2 juillet 1981 à Belgrade (Yougoslavie, aujourd'hui en Serbie), est un footballeur international serbe naturalisé  ukrainien, évoluant au poste de gardien de but.
Il déclare en février 2010 vouloir se concentrer sur sa carrière en club, du fait de ses nombreuses blessures, mettant ainsi un terme à sa carrière internationale. Par la même occasion, il prend la nationalité ukrainienne renonçant ainsi à sa nationalité serbe.

## Carrière
- 1998-2004 : FK Étoile rouge de Belgrade ( RF Yougoslavie/ Serbie-et-Monténégro)
- → 1999-2000 : FK Napredak Kruševac ( RF Yougoslavie)
- → 2000-2001 : FK Hajduk Belgrade ( RF Yougoslavie)
- 2004-2010 : Metalurg Donetsk ( Ukraine)
- 2010- : Metalist Kharkiv ( Ukraine)

## Palmarès
- FK Étoile rouge de Belgrade
  - Champion de Serbie-et-Monténégro en 2004.
  - Vainqueur de la Coupe de Yougoslavie en 2002 et de la Coupe de Serbie-et-Monténégro en 2004.